# حسین آخوندف
حسین محمدویچ آخوندف (روسی: Гусейн Мамедович Ахундов؛ ‏ ۲۸ آوریل ۱۹۲۱ – ۶ فوریهٔ ۲۰۱۵) بازیگر اهل روسیه بود.
او از برندگانِ «نشان شجاعت» و «نشان جنگجوی میهن‌پرست» بود.
از فیلم‌ها یا مجموعه‌های تلویزیونی که وی در آن‌ها نقش داشته است، می‌توان به ابله (دستیار کارگردان) اشاره نمود.